# Guano
Guano er et låneord (fra spansk guano, fra quechua wanu 'møg, gødning'). Guano var oprindeligt betegnelsen for fugleekskrementer og flagermusekskrementer, indtørret og ophobet på naturlig måde. Navnet blev først brugt om den fuglegødning, der var aflejret langs Sydamerikas vestkyst. Gødningen, som fandtes i metertykke lag på tørre øer ud for kysten, blev brudt og sejlet til Nordamerika og Europa, hvor den blev forhandlet under navnet "chilesalpeter" eller "perusalpeter".
Senere er guano blevet en fællesbetegnelse for alle slags fuglegødning, herunder også de store mængder gødning fra de industrialiserede kyllingefarme.
Oprindeligt var det inkaerne, der indsamlede guano fra øerne langs med Perus 2.500 km lange kyst til gødning. De vogtede årvågent denne resurse; der var dødsstraf for at forstyrre fuglene eller øerne, hvor de opholdt sig. Den dag i dag håndhæver den peruanske stat streng kontrol med fugleøerne, der regnes som nationale værneområder. Fuglene spiser store mængder olieholdig ansjos, hvad der gør deres afføring særlig værdifuld. Og da det aldrig regner langs med Perus ørkenkyst, hober guanoen sig op. Den indsamles nærmest på samme måde som for hundredvis af år siden. Et sjak arbejdere skraber den op, sorterer den og lægger den i poser. Landbrugsministeriet udvælger årligt omkring 400 mand, der får arbejde i otte måneder som guanosamlere. Mere end 60 % vender tilbage år efter år, og mange af dem er beslægtet. Hvert år begrænses indsamlingen til 2-3 øer, udvalgt efter en omhyggelig vurdering af biologer, for at undgå at forstyrre fugle, der er ved at bygge rede. Målet for indsamlingen er 20.000 tons guano. I juni 2018 var arbejderne halvvejs i årets indhøstning.
Arbejdet er yderst krævende. Der bruges hakke, spade og fejekost for at få guanoen løs; nogle steder ligger den i metertykke lag. Motoriserede hjælpemidler kan ikke benyttes, da terrænet er for brat og glat. Dertil ønsker man ikke at skræmme fuglene væk. Lønnen er omkring 6.000 kroner om måneden, mere end det dobbelte af en gennemsnitsløn i land. Derfor rekrutteres der især arbejdskraft fra den fattige delstat Cajamarca. Det meste af guanoen sælges lokalt i Peru, og subsidieres for at hjælpe de fattige. Omkring en fjerdedel sælges til markedspris i Peru eller til udlandet. 